# Stenus gallicus
Stenus gallicus är en skalbaggsart som beskrevs av Fauvel 1873. Stenus gallicus ingår i släktet Stenus, och familjen kortvingar. Enligt den svenska rödlistan är arten otillräckligt studerad i Sverige. Arten förekommer i Götaland. Artens livsmiljö är skogslandskap.